# Небиеридзе, Борис Константинович
Борис Константинович Небиеридзе (16 июля 1942, Тбилиси — 4 февраля 2008, Киев) — советский и украинский кинорежиссёр грузинского происхождения, сценарист, актёр. Заслуженный деятель искусств Украины (1996).

## Биография
Родился 16 июля 1942 года в Тбилиси.
Окончил Тбилисский политехнический институт (1967) и режиссёрский факультет КГИТИ имени И. К. Карпенко-Карого (1974, мастерская Родиона Родионовича Ефименко).
Жил и работал в Киеве.
Работал ассистентом звукорежиссёра и звукорежиссёром студии «Укркинохроника». С 1974 года — режиссёр киностудии «Укртелефильм».
Скончался 4 февраля 2008 года в Киеве. Похоронен на Байковом кладбище.

## Фильмография

### Режиссёр
- 1981 — Осенняя дорога к маме
- 1982 — Фауст
- 1984 — Иванко и царь Поганин
- 1986 — Красные башмачки
- 1987 — Борис Годунов
- 1988 — Дискжокей
- 1988 — Горы дымят
- 1990 — Фуфель
- 1992 — Алмазы шаха
- 1992 — Убийство в Саншайн-Менор
- 1992 — Человек из команды «Альфа»
- 1994 — Весёленькая поездка
- 1997 — Роксолана 1. Настуня
- 1997 — Роксолана 2. Любимая жена Халифа
- 1998 — Седьмое кольцо колдуньи (Кольца всевластия)
- 2002 — Кукла (совместно с Владимиром Попковым)
- 2003 — Роксолана 3. Владычица империи
- 2005 — Золотые парни
- 2006 — Кровавый круг
- 2007 — Золотые парни 2

### Сценарист
- 1992 — «Человек из команды «Альфа»»
- 1992 — «Убийство в Саншайн-Менор»
- 1998 — «Кольца всевластия»

### Актёр
- 1992-93 — «Сердца трёх» — Хосе Манчено, наёмный убийца
- 1995 — «Репортаж» — Гиви